# 韩国铁道6100型柴油机车
韩国铁道6100型柴油机车，又称易安迪SDP28型柴油机车，是美国通用汽车易安迪公司（GM-EMD）在1966年为韩国铁道设计制造的一款柴油机车。
韩国铁道于1966年向易安迪公司订购了六台SDP28型柴油机车，并将其定型为韩国铁道6100型柴油机车，机车编号为6101～6106。该型机车投入服务后主要用于牵引旅客列车，但由于其最大高度达到4,680毫米，车体有可能触碰到架空接触网，因此无法在完成电气化后的中央线和太白线使用。1995年至1998年间，韩国铁道6100型柴油机车陆续退役报废。
这款机车是在SD28型柴油机车的设计基础上修改而成，为满足牵引旅客列车的需要而设有蒸汽锅炉。机车采用单司机室、底架承载结构、双侧外走廊的罩式车体，车体上部自前向后由电气室、司机室、动力室、冷却室四部分组成，其中电气室一端称为短罩端，动力室和冷却室一端称为长罩端，而短罩端的高度比长罩端低，使司机室具有较广阔的瞭望视野。动力装置为一台16气缸、二冲程、机械增压的16-567D1型柴油机，额定转速范围为每分钟275～835转。传动系统采用直—直流电传动，柴油机直接驱动一台D32型直流发电机，发出的直流电供给六台D47型直流牵引电动机。牵引电动机采用轴悬式驱动方式，牵引齿轮传动比为4.13（62：15）。